# John Miles Steel
Sir John Miles Steel GCB, KBE, CMG (* 11. September 1877; † 2. Dezember 1965) war ein britischer Offizier der Royal Air Force.

## Leben
Steel besuchte ab 1892 das Britannia Naval College, wurde 1894 als Midshipman in die Royal Navy übernommen und 1898 zum Sub-Lieutenant befördert. Er diente im Zweiten Burenkrieg (1899–1902) als Mitglied der Naval Brigade. 1900 wurde er zum Lieutenant, 1912 zum Commander und 1916 zum Captain befördert. Während des Ersten Weltkriegs nahm er 1916 als stellvertretender Kommandant des Schlachtschiffes Conqueror an der Skagerrakschlacht teil.
1917 wurde er vom Flottendienst zum Royal Naval Air Service versetzt und zum Officer Commanding des Marinefliegerstützpunktes in Eastchurch auf der Isle of Sheppey in Kent ernannt. Anfang 1918 wurde er Officer Commanding des in Eastchurch stationierten No. 58 Wing und absolvierte bis März 1918 eine Pilotenausbildung. Mit der Zusammenlegung des Royal Naval Air Service und Royal Flying Corps zur Royal Air Force im April 1918 erhielt Steel den temporären Rang eines Brigadier-General und wurde General Officer Commanding der No. 8 Group. Im November 1918 wurde er Officer Commanding der No. 29 Group.
Nach Kriegsende schied er 1920 formell aus der Royal Navy aus und wurde im permanenten Rang eines Air Commodore der Royal Air Force bestätigt. 1925 wurde er zum Air Vice Marshal und 1932 zum Air Marshal befördert. Mit der Gründung des Bomber Command im Juli 1936 wurde Steel dessen erster Air Officer Commanding-in-Chief und erhielt den Rang eines Air Chief Marshal.
Nachdem er im September 1937 aus dem aktiven Dienst ausgeschieden war, kam er im August 1939 aus seinem Ruhestand zurück, um als Air Officer Commanding Reserve Command zu dienen. Im April 1940 wurde er von seinem Nachfolger William Welsh abgelöst und kehrte in den Ruhestand zurück. Im darauf folgenden Jahr kehrte er abermals in den aktiven Dienst zurück, dieses Mal als Controller-General of Economy im Luftfahrtministerium. Endgültig verabschiedete er sich dann am 26. September 1945 in den Ruhestand.

## Auszeichnungen, Orden und Ehrenzeichen
- 10. September 1901: Mentioned in Despatches
- 15. September 1916: Mentioned in Despatches
- 1. Januar 1919: Commander des Order of the British Empire (CBE)
- 3. Juni 1919: Companion des Order of St. Michael and St. George (CMG)
- 3. Juni 1922: Companion des Order of the Bath (CB)
- 5. Juni 1926: Knight Commander des Order of the British Empire (KBE)
- 1. Januar 1935: Knight Commander des Order of the Bath (KCB)
- 11. Mai 1937: Knight Grand Cross des Order of the Bath (GCB)